# Just Dance
Just Dance je dance-popová píseň americké zpěvačky Lady Gaga. Produkčně se na písni podíleli raper Akon a producent Red One. Píseň pochází z jejího debutního alba The Fame, vydaného v roce 2008.
Lady Gaga byla za tuto píseň nominována na Grammy Award v kategorii Nejlepší taneční nahrávka, ale zůstala za Daft Punkem a jejich písní "Harder, Better, Faster, Stronger".

## Hudební příčky
| Období (2008)          | Max. příčka |
| ---------------------- | ----------- |
| Austrálie              | 1           |
| Rakousko               | 8           |
| Kanada                 | 1           |
| Francie                | 14          |
| Německo                | 10          |
| Irsko                  | 1           |
| Nový Zéland            | 3           |
| Švýcarsko              | 8           |
| Velká Británie         | 1           |
| U.S. Billboard Hot 100 | 1           |